# Ulcumayo (distrito)
Ulcumayo é um distrito da província de Junín, localizado do Departamento de Junín, Peru.

## Transporte
O distrito de Ulcumayo é servido pela seguinte rodovia:
- JU-106, que liga o distrito de San Ramon à cidade de Carhuamayo [2][3][4]